# Llista de convents de Mallorca

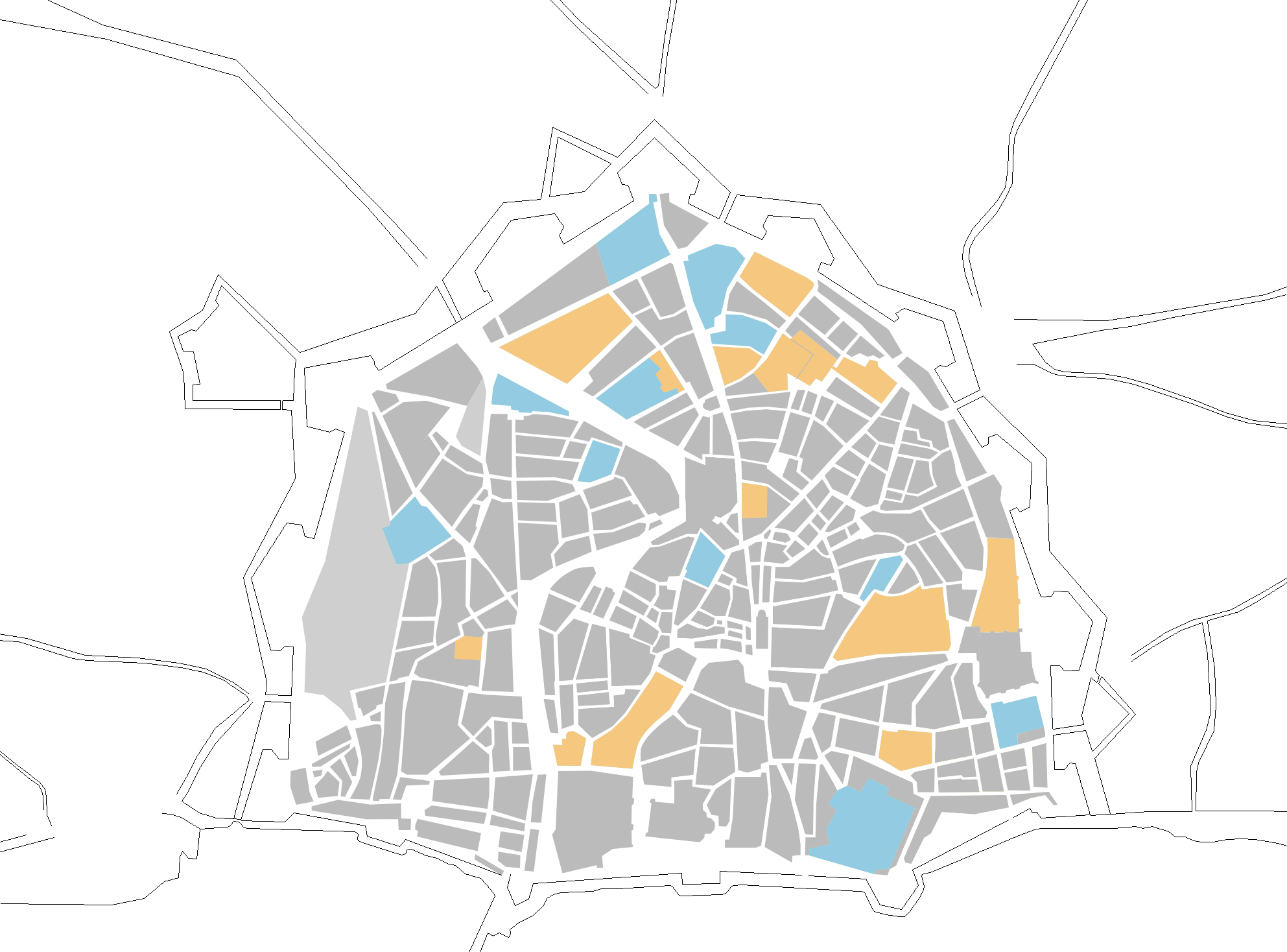
Convents de Palma (en blau, femenins, i en carabassa, masculins)

Aquesta pàgina és una llista de convents i monestirs d'ordes religiosos que existiren a Mallorca fins a la promulgació dels decrets de desamortització de 1835.

## Qüestions prèvies
Un convent és l'edifici que acull els religiosos, frares o monges, especialment dels ordes mendicants, que no s'aparten dels homes o dones sinó que viuen entre ells. A l'empara d'un superior, prior o pare guardià, tenien com a missió la predicació i s'ubicaven al costat de les naixents ciutats. En aquest sentit el convent es contraposa al monestir, lloc de monjos, i d'estructura feudal, que establien una vida en comú reclosos. Malgrat això, el terme convent també s'aplica, impròpiament, als monestirs. Quasi de manera tradicional, l'edifici d'un convent consta d'una capella o església, les cel·les dels religiosos, un menjador o refectori, i una sala de reunions o sala capitular, tot això rodejant un pati tancat, el claustre. A més té els locals necessaris per als servicis, cuines, magatzems, etc.

## Palma
| Convent                | Orde                   | Fundació   | Localització             | Estat de la comunitat                                 | Estat de l'edifici                                                                                       | Observacions |
| ---------------------- | ---------------------- | ---------- | ------------------------ | ----------------------------------------------------- | --- | --- |
| Les Caputxines         | Caputxines             | 1662       | Carrer de les Caputxines | Dissolta (2007)                                       | Íntegre                                                                                                  | L'edifici conventual fou cedit a una comunitat de franciscanes del Tercer Orde Regular. |
| Els Caputxins          | Caputxins              | 1672       | Carrer dels Caputxins    | Exclaustrada (1836)                                   | Solament es conserva l'església.                                                                         | Inicialment, els caputxins s'establiren en un monestir fora porta, que fou enderrocat el 1771; entre 1775 i 1784 es construí el nou convent dins la ciutat. El 1906 es reprengué la presència dels caputxins a Palma i recuperaren l'església. |
| El Carme               | Carmelitans            | 1320       | La Rambla                | Exclaustrada (1836)                                   | Destruït (1852)                                                                                          | |
| La Concepció           | Canongesses agustines  | 1564       | Carrer de la Concepció   | Dissolta (2010)                                       | Íntegre                                                                                                  | Casa continuadora del monestir del Puig de Pollença. L'edifici conventual fou cedit a les Agustines Germanes de l'Empar. |
| La Consolació          | Canongesses agustines  | 1610       | Plaça de Quadrado        | Exclaustrada (1837)                                   | Destruït (1885)                                                                                          | |
| La Mercè               | Mercedaris             | 1232       | Carrer Ample de la Mercè | Exclaustrada (1836)                                   | Solament es conserva l'església.                                                                         | Fins a 1295 no residiren en aquest convent. El 1905 es reprengué la presència dels mercedaris a Palma, recuperaren l'església i construïren (1951) un nou convent.                                                                             |
| La Misericòrdia        | Canongesses agustines  | 1565       | Carrer de Sant Bartomeu  | Exclaustrada (1837)                                   | Destruït                                                                                                 | |
| La Missió              | Missioners             | 1736       | Carrer de la Missió      | Exclaustrada (1836)                                   | Íntegre                                                                                                  | El 1853, la comunitat tornà a Palma, i recuperaren el seu convent. |
| Monti-sion             | Jesuïtes               | 1561       | Carrer de Monti-sion     | Exclaustrada (1835)                                   | Es conserva l'església i el claustre.                                                                    | El 1919 es reprengué la presència dels jesuïtes a Palma i recuperaren el convent, on establiren una escola. |
| L'Olivar               | Clarisses urbanistes   | 1491       | Plaça de l'Olivar        | Exclaustrada (1837)                                   | Destruït (1885)                                                                                          | La comunitat nasqué al Puig de Santa Magdalena d'Inca, d'on es traslladaren a l'Esgleieta el 1526 i, finalment, a Palma el 1546, on construïren el nou convent.                                                                                |
| Sant Antoniet          | Antonians              | 1230       | Carrer de Sant Miquel    | Dissolta per supressió de l'orde (1791)               | Es conserva l'església i el claustre.                                                                    | |
| Santa Catalina de Sena | Dominiques             | 1658       | Carrer de Sant Miquel    | Traslladada (1962) a la Carretera de Bunyola          | Es conserva l'església; el convent va ser destruït i el claustre, traslladat al campus de la Universitat | |
| Santa Clara            | Clarisses              | 1260       | Carrer de Santa Clara    | En actiu                                              | Íntegre                                                                                                  | |
| Sant Domingo           | Dominics               | 1231       | Costa de Sant Domingo    | Exclaustrada (1836)                                   | Destruït (1837)                                                                                          | |
| Sant Esperit           | Trinitaris descalços   | 1240       | Carrer del Sant Esperit  | Exclaustrada (1836)                                   | Solament es conserva l'església.                                                                         | Fins a 1299 no residiren en aquest convent. El 1858 s'hi establiren els oratorians, que restauraren l'església i construïren un nou convent, reanomenat Sant Felip Neri.                                                                       |
| Sant Felip Neri        | Oratorians             | 1712       | Plaça Major              | Exclaustrada (1836)                                   | Destruït (1854)                                                                                          | El 1858, la comunitat tornà a Palma, i reberen l'antic convent dels trinitaris del Sant Esperit; restauraren l'església i construïren un nou convent, reanomenat Sant Felip Neri.                                                              |
| Sant Francesc          | Franciscans            | 1239       | Plaça de Sant Francesc   | Exclaustrada (1836)                                   | Es conserva l'església i el claustre.                                                                    | Fins a 1278 residiren vora la Porta Pintada. El 1906 es recuperà l'activitat religiosa al convent, amb l'arribada d'una comunitat de franciscans del Tercer Orde Regular que hi muntaren una escola.                                           |
| Sant Francesc de Paula | Mínims                 | 1585       | Plaça de la Reina        | Exclaustrada (1836)                                   | Destruït (1837)                                                                                          | Popularment dit Sant Francisco, per oposició a Sant Francesc |
| Sant Jeroni            | Jerònimes              | 1485       | Plaça de Sant Jeroni     | Traslladada (2015) al convent de Sant Bartomeu d'Inca | Íntegre                                                                                                  | Anteriorment, i de manera oficial, convent de Santa Elisabet |
| Santa Magdalena        | Canongesses agustines  | cap a 1300 | La Rambla                | En actiu                                              | Íntegre                                                                                                  | Santa Catalina Tomàs va pertànyer a aquesta comunitat. |
| Santa Margalida        | Canongesses agustines  | 1232       | Carrer de Sant Miquel    | Exclaustrada (1837)                                   | Es conserva l'església, el claustre i part de les dependències.                                          | Fins a 1278 residiren a la plaça del Mercat. |
| Santa Teresa           | Carmelitanes descalces | 1613       | La Rambla                | En actiu                                              | Íntegre                                                                                                  | |
| El Socors              | Agustins               | 1480       | Carrer del Socors        | Exclaustrada (1836)                                   | Solament es conserva l'església.                                                                         | Fins a 1544 residiren en un convent fora porta. El 1890 es reprengué la presència dels agustins a Palma, que recuperaren l'església i muntaren una escola.                                                                                     |

Altres ordes i comunitats religioses establerts a la ciutat, sense que posseïssin pròpiament un convent, foren l'Orde dels Cavallers Hospitalers, que construïren l'església de Sant Joan de Malta; l'Orde dels Cavallers Templers, que s'establiren al Castell del Temple; i els teatins, que arribaren el 1712 i s'establiren a l'antic col·legi jesuïta de Sant Martí, reanomenat Sant Gaietà: cessaren la seva activitat amb la Desamortització de 1835 i retornaren el 1897, instal·lats a Sant Joan de Malta.

## Part forana
| Convent                                    | Orde                         | Fundació | Localització                      | Estat de la comunitat                         | Estat de l'edifici                                                             | Observacions |
| ------------------------------------------ | ---------------------------- | -------- | --------------------------------- | --------------------------------------------- | ------------------------------------------------------------------------------ | --- |
| Monestir de Bellpuig (Artà)                | Premonstratesos              | 1320     | Artà                              | Dissolta (1425)                               | Es conserva part de les edificacions, abandonades i posteriorment restaurades. | |
| Cartoixa de Valldemossa                    | Cartoixans                   | 1399     | Valldemossa                       | Exclaustrada (1836)                           | Íntegre                                                                        | En aquest edifici residí el músic Frederic Chopin durant uns mesos. |
| Convent de la Concepció (Sineu)            | Concepcionistes franciscanes | 1583     | Carrer del Palau (Sineu)          | Dissolta (2016)                               | Íntegre                                                                        | L'edifici conventual es correspon amb l'antic Palau Reial de Sineu. |
| Convent de Jesús (Alcúdia)                 | Franciscans                  | 1536     | Alcúdia                           | Exclaustrada (1836)                           | Destruït                                                                       | |
| Convent de Jesús (Palma)                   | Franciscans                  | 1441     | Camí de Jesús (Palma)             | Exclaustrada (1836)                           | Destruït; solament romanen restes del claustre                                 | |
| Convent de Jesús (Sóller)                  | Franciscans                  | 1457     | Sóller                            | Exclaustrada (1836)                           | Íntegre                                                                        | El 1920 es recuperà l'activitat religiosa al convent, amb l'arribada d'una comunitat Missioners dels Sagrats Cors, que hi feren una escola. |
| Convent dels Mínims de Jesús Maria (Sineu) | Mínims                       | 1667     | Carrer Major de Sineu             | Exclaustrada (1836)                           | Íntegre                                                                        | |
| Miramar                                    | Diversos ordes               | 1276     | Deià                              | Dissolta (segle xvi)                          | Es conserven diversos elements, però molt modificats.                          | Inicialment s'hi establiren franciscans, que l'abandonaren el 1299; el segle xiv s'hi establiren ermitans, que el 1400 es reglaren com a jerònims, però l'abandonaren el 1443; més tard s'hi establiren dominics, que l'abandonaren el 1475. El 1485 es va instal·lar la primera impremta de Mallorca. Posteriorment esdevengué una possessió, que el 1872 fou comprada per l'Arxiduc Lluís Salvador, que promogué la memòria lul·liana a l'indret i l'embellí portant el claustre del Convent de Santa Margalida. |
| Convent de Nostra Senyora de Lloret        | Dominics                     | 1545     | Lloret de Vistalegre              | Exclaustrada (1836)                           | Íntegre                                                                        | Fundat com a comunitat franciscana, que abandonà el convent el 1569; els dominics hi arribaren el 1579. El 1866 es recuperà l'activitat religiosa al convent, amb l'arribada d'una comunitat de Germanes Franciscanes Filles de la Misericòrdia, que hi romangueren fins a 2001. |
| Monestir del Puig de Pollença              | Agustines                    | 1371     | Pollença                          | Traslladada (1564) a la Concepció de Palma    | Íntegre                                                                        | |
| Monestir de la Real (Palma)                | Cistercencs                  | 1239     | Camí de la Real                   | Exclaustrada (1836)                           | Íntegre                                                                        | El 1897 es recuperà l'activitat religiosa al convent amb l'arribada d'una comunitat de missioners dels Sagrats Cors, que encara continua. |
| Convent de Sant Agustí (Felanitx)          | Agustins                     | 1603     | Felanitx                          | Exclaustrada (1836)                           | Solament es conserva l'església.                                               | |
| Convent de Santa Anna (Muro)               | Mínims                       | 1584     | Muro                              | Exclaustrada (1836)                           | Íntegre                                                                        | |
| Convent de Sant Antoni de Pàdua (Artà)     | Franciscans                  | 1581     | Artà                              | Exclaustrada (1836)                           | Íntegre                                                                        | El 1897 es recuperà l'activitat religiosa al convent, amb l'arribada d'una comunitat de franciscans del Tercer Orde Regular procedents de Llucmajor, que hi feren una escola. |
| Monestir de Sant Bartomeu (Inca)           | Jerònimes                    | 1530     | Carrer de les Monges (Inca)       | En actiu                                      | Íntegre                                                                        | Els primers anys estigueren al Puig de Santa Magdalena d'Inca. |
| Convent de Sant Bernadí (Petra)            | Franciscans                  | 1607     | Petra                             | Exclaustrat (1836)                            | Es conserva l'església, part del claustre i algunes dependències.              | El 1969 es recuperà l'activitat religiosa al convent, amb l'arribada d'una comunitat de franciscans menors. |
| Convent de Sant Bonaventura (Llucmajor)    | Franciscans                  | 1600     | Llucmajor                         | Exclaustrada (1836)                           | Íntegre                                                                        | El 1878 es recuperà l'activitat religiosa al convent, amb una congregació de laics locals que, el 1906, s'uniren al Tercer Orde Regular de Sant Francesc, i que hi tenen una escola. |
| Convent de Santa Catalina (Palma)          | Trinitaris                   | 1607     | Santa Catalina (Palma)            | Traslladada (1769) al convent dels trinitaris | Destruït (1771)                                                                | L'edifici era un antic hospital (1343) abandonat amb la creació de l'Hospital General (1456). |
| Convent de Sant Domingo (Inca)             | Dominics                     | 1604     | Plaça de Sant Domingo (Inca)      | Exclaustrada (1836)                           | Íntegre                                                                        | |
| Convent de Sant Domingo (Pollença)         | Dominics                     | 1578     | Carrer de Sant Domingo (Pollença) | Exclaustrada (1836)                           | Íntegre                                                                        | |
| Convent de Sant Francesc (Inca)            | Franciscans                  | 1325     | Carrer de Sant Francesc (Inca)    | Exclaustrada (1836)                           | Es conserva l'església, el claustre i part de les dependències.                | El 1909 es recuperà l'activitat religiosa al convent, amb l'arribada d'una comunitat de franciscans del Tercer Orde Regular. |
| Convent de Sant Francesc de Paula (Campos) | Mínims                       | 1607     | Campos                            | Exclaustrada (1836)                           | Solament es conserva l'església.                                               | |
| Convent de Sant Vicenç Ferrer (Manacor)    | Dominics                     | 1576     | Carrer del Convent (Manacor)      | Exclaustrada (1836)                           | Íntegre                                                                        | |
| Convent de la Soledat de Foraporta (Palma) | Mínims                       | 1582     | L'Hort del Ca (Palma)             | Traslladats (1665) a un nou convent           | Destruït                                                                       | El 1682 fundarien el nou convent de la Soledat a Santa Maria. |
| Convent de la Soledat (Santa Maria)        | Mínims                       | 1682     | Santa Maria del Camí              | Exclaustrada (1836)                           | Íntegre                                                                        | |